# Varón de dolores (Botticelli)
El Varón de Dolores es una pintura al temple y óleo sobre tabla de Jesucristo realizada por el artista florentino Sandro Botticelli (1445-1510), que se cree que fue pintada en algún momento entre 1500 y 1510.
Sobre un fondo neutro negro, la obra representa a Jesús de medio cuerpo con la corona de espinas, maniatado con una cuerda y las manos cruzadas sobre el pecho. Detrás de él hay una pequeña cruz que simboliza su crucifixión, que pertenece a un grupo de pequeños ángeles en grisalla que rodean su cabeza a modo de halo, sosteniendo los otros instrumentos del Arma Christi o "Instrumentos de la Pasión" que Jesús empleó para derrotar a Satanás, según la visión cristiana medieval: la escalera que lo bajó de la cruz, la lanza de Longinos, que le atravesó el costado al final de la ejecución, el pilar al que fue atado mientras lo azotaban, los clavos que lo sujetaron a la cruz, las tenazas que le extrajeron los clavos, y la esponja que los soldados romanos mojaron en vinagre y le ofrecieron antes de morir. 
La pintura ha pertenecido a colecciones privadas desde el siglo XIX, cuando era propiedad de la reconocida cantante de ópera Adelaide Kemble. Su descendiente, Pamela Margaret Stanley (posteriormente Lady Cunynghame de Milncraig), la vendió en una subasta, como obra del taller de Botticelli, por 10.000 libras esterlinas en 1963. 
La pintura es del período posterior a 1492 del artista, cuando estuvo muy influenciado por el fraile dominico y dictador teocrático de Florencia, Girolamo Savonarola.
En 2009, se reatribuyó al maestro y en 2010 se exhibió en la exposición «Botticelli: Semejanza, Mito, Devoción» en el Museo Städel de Fráncfort, Alemania. Durante un análisis mediante infrarrojos en Sotheby's, se descubrió un dibujo para una pintura de la Virgen con el Niño debajo de la pintura terminada sobre tabla. Botticelli la giró para crear la nueva obra, dejando la obra abandonada debajo boca abajo. 
El 27 de enero de 2022, Varón de dolores se vendió por 45,4 millones de dólares (con comisiones) en Sotheby's de Nueva York, poco menos de un año después de que otra obra del artista, Retrato de un joven con un medallón, se vendiera por 92,2 millones de dólares y estableciera un récord para el precio pagado por una obra del artista.